# Amitermes
Amitermes es un género de termitas isópteras perteneciente a la familia Termitidae que tiene las siguientes especies:
1. Amitermes abruptus
2. Amitermes accinctus
3. Amitermes acinacifer
4. Amitermes aduncus
5. Amitermes agrilus
6. Amitermes amicki
7. Amitermes amifer
8. Amitermes aporema
9. Amitermes arboreus
10. Amitermes arcuatus
11. Amitermes baluchistanicus
12. Amitermes beaumonti
13. Amitermes bechuana
14. Amitermes belli
15. Amitermes boreus
16. Amitermes braunsi
17. Amitermes calabyi
18. Amitermes capito
19. Amitermes coachellae
20. Amitermes colonus
21. Amitermes conformis
22. Amitermes corpulentus
23. Amitermes cryptodon
24. Amitermes darwini
25. Amitermes dentatus
26. Amitermes dentosus
27. Amitermes deplanatus
28. Amitermes desertorum
29. Amitermes emersoni
30. Amitermes ensifer
31. Amitermes eucalypti
32. Amitermes evuncifer
33. Amitermes excellens
34. Amitermes exilis
35. Amitermes falcatus
36. Amitermes firmus
37. Amitermes floridensis
38. Amitermes foreli
39. Amitermes gallagheri
40. Amitermes germanus
41. Amitermes gracilis
42. Amitermes guineensis
43. Amitermes hartmeyeri
44. Amitermes hastatus
45. Amitermes herbertensis
46. Amitermes heterognathus
47. Amitermes importunus
48. Amitermes innoxius
49. Amitermes inops
50. Amitermes insolitus
51. Amitermes inspissatus
52. Amitermes lanceolatus
53. Amitermes latidens
54. Amitermes lativentris
55. Amitermes laurensis
56. Amitermes leptognathus
57. Amitermes longignathus
58. Amitermes lönnbergianus
59. Amitermes lunae
60. Amitermes meridionalis
61. Amitermes messinae
62. Amitermes minimus
63. Amitermes mitchelli
64. Amitermes modicus
65. Amitermes neogermanus
66. Amitermes nordestinus
67. Amitermes obeuntis
68. Amitermes obtusidens
69. Amitermes pallidiceps
70. Amitermes pallidus
71. Amitermes pandus
72. Amitermes papuanus
73. Amitermes paradentatus
74. Amitermes parallelus
75. Amitermes parvidens
76. Amitermes parvulus
77. Amitermes parvus
78. Amitermes paucinervius
79. Amitermes pavidus
80. Amitermes perarmatus
81. Amitermes perelegans
82. Amitermes perryi
83. Amitermes procerus
84. Amitermes quadratus
85. Amitermes ravus
86. Amitermes rotundus
87. Amitermes sciangallorum
88. Amitermes scopulus
89. Amitermes seminotus
90. Amitermes silvestrianus
91. Amitermes snyderi
92. Amitermes socotrensis
93. Amitermes somaliensis
94. Amitermes spinifer
95. Amitermes stephensoni
96. Amitermes subtilis
97. Amitermes truncatidens
98. Amitermes uncinatus
99. Amitermes unidentatus
100. Amitermes vicinus
101. Amitermes vilis
102. Amitermes viriosus
103. Amitermes vitiosus
104. Amitermes westraliensis
105. Amitermes wheeleri
106. Amitermes xylophagus